# Alexandre Del Valle
Alexandre Del Valle (Marsiglia, 6 settembre 1968) è un politologo e saggista francese di origini italiane, specialista di geopolitica e di Medio Oriente, dottorato di ricerca in geopolitica - storia contemporanea e abilitato a digere le ricerche.

## Biografia

### Origini e studi
Alexandre Del Valle è nato e cresciuto nel Sud della Francia dove ha compiuto gli studi tra (Aix-en-Provence, Marsiglia e Montpellier). Figlio di Pieds-noirs (di madre spagnola vissuta in Algeria francese, e di padre siciliano vissuto a Tunisi), Del Valle è particolarmente legato alla Sicilia dove ha ancora parenti, e all'Italia in generale, che visita frequentemente intervenendo soprattutto sui temi delle reti islamiche radicali europee e mondiali, sul tema della Turchia e delle questioni di sicurezza europea..
Del Valle ha conseguito un Diplôme in relazioni internazionali (IEP d’Aix-en-Provence), un Diplôme d'Etudes Approfondies (DEA) europeo in Storia delle dottrine e delle istituzioni politiche (IEP d’Aix-en-Provence/Università degli Studi di Milano, 1995) e un DEA in Storia militare, sicurezza e difesa (IEP d’Aix-en-Provence/Université Montpellier 3). Ha infine ottenuto un dottorato in geopolitica et storia contemporanea all'Université Montpellier 3 Paul-Valéry con una tesi su "L'Occidente e la seconda decolonizzazione: indigenismo e islamismo dalla Guerra Fredda ad oggi".

### Politica
Membro dell'Unione per un Movimento Popolare (poi "Les républicains"), partito francese di governo di Alain Juppé, Nicolas Sarkozy e François Fillon, è stato presidente di una sua corrente liberal-conservatrice denominata "La Droite libre" che ha fondato con l'amico saggista e prefetto Rachid Kaci, Ora non fa più politica attiva e si dedica alle sue attività principali di saggista e professore di geopolitica (IPAG-Parigi Business school e Sup de Co La Rochelle)

### Giornalismo e didattica
Alexandre Del Valle collabora con numerose riviste di geopolitica (Hérodote, Stratégique, Géostrategiques, Nova Storica, Risk, Politique Internationale, Outre Terre, Europa dei Popoli, Daedalos Papers, Geopolitical affairs, ecc) o di attualità politica (Atlantico, Le Figaro, France Soir, Spectacle du Monde, II Liberal, Israël Magazine, La Verità, Frankfurter Allgemeine Zeitung) con articoli relativo a terrorismo internazionale, sicurezza europea, Turchia, ed islamismo.
Del Valle ha insegnato la geopolitica del mondo arabo all'Università Europea di Roma e a quella di Metz (Francia). Ora Insegna la geopolitica e le relazioni internazionali all'IPAG Business School di Parigi e a Sup de CO La Rochelle. E cofondatore e membro del Consiglio scientifico dell'Istituto di Geopolitica del Mediterraneo "Daedalos", con sede a Nicosia (Cipro) ed è anche ricercatore associato all'Istitut Choiseul di geopolitica (Parigi) di cui è direttore della sede in Belgio, e al Center of Foreign and Political Affairs (CPFA).
Le sue opere sono state citate sia da Oriana Fallaci, che lo menziona nella "Forza della Ragione", sia da Sergio Romano, Roberto de Mattei, Marcello Pera, o Magdi Allam (il quale ha fatto la prefazione del suo saggio Rossi-Neri-Verdi), con i quali condivide la stessa lotta a favore dell"'Occidente giudeo-cristiano", la difesa d'Israele, di un'Europa "senza la Turchia" e la necessità di "decolpevolizzare" l'anima europea, lottando contro il terrorismo intellettuale del "politicamente corretto", e contro la cultura dell'odio di sé stesso.
Del Valle sostiene da anni che, dopo il totalitarismo bruno (nazismo) basato sulla lotta tra le razze e il totalitarismo rosso (comunismo) basato sulla lotta di classe, le democrazie occidentali devono affrontare il totalitarismo verde (islamismo), il primo ad essere nato nel sud del mondo e fuori dall'Europa, che si fonda sulla lotta tra le civiltà e le religioni in chiave teocratica e patologicamente anti-occidentale e giudeofoba. Il suo libro "Il totalitarismo islamista all'assalto delle democrazie" (vedi sotto) denuncia l'esistenza di un complesso sistema di organizzazioni islamiste in Europa e negli Stati Uniti, controllate da stati o da organizzazioni islamiste radicali (Fratelli Musulmani, Jamaà-i islami, Tabligh, movimenti wahhabiti, ecc.).
Del Valle sostiene in un altro libro, "Perché la Turchia non deve entrare nell'UE" (vedi sotto) che l'adesione della Turchia all'Unione europea non è nell'interesse dell'UE, neppure quello della Turchia laica, pro-occidentale, minacciata dai movimenti islamici conservatori al potere (Erdoğan e Gül, del partito AKP), che hanno come scopo di smantellare l'edificio laico-militare turco.
Per Del Valle, dai primi anni 2000, l'odio anti-americano, anti-sionista, anti-occidentale e soprattutto anti-ebraico e anti-cristiano non è mai stato così forte e violento. Una nuova ideologia di odio totale riunisce ormai in uno stesso fronte "No Global" pro-iraniani, pro-arabi e pro-palestinesi, i rappresentanti dell'estrema destra nazi-fascista anti-americana e anti-sionista, dell'estrema sinistra anti-occidentale e anti-sionista radicale, e degli islamisti radicali o terroristi. questa tesi è stata espressa in dettagli nel suo saggio "Rossi-Neri-Verdi (vedi sotto).
Nel suo saggio scritto assieme con la politica franco-siriana Randa Kassis nel 2016, "Il chaos siriano, dalle rivoluzioni arabe al jihad globale" (D'Ettoris), Del Valle spiega che la Siria è diventata l’epicentro di un conflitto globalizzato che oppone da una parte i democratici alle dittature nazionaliste e ai fondamentalisti islamisti, e dall’altra l’asse sciita ‒ fra cui il regime di Bashar al-Assad, Hezbollah e l’Iran ‒ a quello sunnita, sempre più totalitario. Di quest’ultimo è parte il neo-califfato, lanciato all’assalto del mondo intero. Aggirando le trappole del manicheismo e del moralismo, Randa Kassis e Alexandre del Valle affermano che l’Occidente ha sbagliato nel promuovere la “primavera araba” ‒ rapidamente trasformatasi in un “inverno islamista” ‒ e propongono soluzioni per una transizione siriana e la pace basate sul pragmatismo e sul dialogo politico. Nessuna soluzione potrà mai trovarsi in Siria ‒ sostengono gli autori – escludendo dalla concertazione la Russia, l’Iran e lo stesso regime di Damasco, il quale non è solo “parte del problema” ma anche “della soluzione”.
Nel suo saggio pubblicato nel 2016 in Francia, fra poco pubblicato in Italia, Alexandre Del Valle spiega che il principale errore geopolitico dell’Occidente consiste nel rifiutarsi di individuare il vero e principale nemico nel totalitarismo islamista e di continuare a ragionare con le rappresentazioni geostrategiche della Guerra Fredda. Questo spiega, secondo Del Valle, il fatto che la NATO, gli Stati Uniti e anche l'Unione europea continuano a definire la Russia post-sovietica di Putin come il nemico principale. Del Valle dice che il vero nemico non è un paese che ha valori diversi dai nostri, che non rispetta i diritti dell'Uomo (Russia, Siria, etc) o trascura i diritti delle minoranze, non chi è anti-democratico o "sfida i valori politicamente corretti dell'Occidente", ma chi viene a farci la guerra concretamente sul nostro territorio, chi minaccia la nostra popolazione (o la vuole fanatizzare), il nostro territorio (che i salafisti-jihadisti violenti o non violenti ambiscono di conquistare) e il nostro modo di vivere. Il nemico non è il terrorismo (che è solo un modo d'azione) ma le organizzazioni fanatiche che appoggiano sia il terrorismo jihadista che un proselitismo neo-imperiale più "pacifico" sponsorizzato dagli «strani amici» sunniti del Golfo. Se l'Occidente non riesce a trasmettere i suoi valori e la sua cultura agli immigrati islamici, e se non saprà controllare le moschee e le reti di rappresentazione dell'islam, allora una parte sempre più numerosa delle comunità islamiche d'Europa diventerà nemica e si comporterà come una quinta colonna che creerà sempre più problemi di integrazione e anche di sicurezza. Del Valle spiega dal 1997 che per troppi decenni si è consentito agli islamisti radicali di penetrare nelle "società aperte", indebolite dal politicamente corretto e da un suicida senso di colpa. Del Valle dedica questo libro al famoso studioso austriaco-inglese Karl Popper che aveva già avvertito nel 1945 nel suo saggio: "The open society and its enemies", che se la tolleranza permette di fare venire e crescere i seguaci dell'intolleranza, allora la società tollerante sta ammazzando se stessa.

## Opere
- Islamisme et États-Unis, une alliance contre l'Europe, Éditions L'Âge d'Homme, Lausanne (1997), ISBN 2-8251-1060-4[6]. Libro sui legami tra i servizi segreti americani e i vari gruppi integralisti nel mondo;
- Une idée certaine de la France (libro coll), dir Alain Grioterray, edizioni France-Empire, Parigi (1998), ISBN 2-70480-872-4.
- Guerres contre l'Europe, Bosnie; Kosovo, Tchetchénie, Editions des Syrtes, (2001), ISBN 2-84545-045-1. Una denuncia del ruolo svolto da al-Qaida nella guerra del Kosovo[7].
- Quel avenir pour les Balkans après la guerre du Kosovo, Paneuropa/Éditions L'Âge d'Homme, Lausanne 2000.
- Le Totalitarisme islamiste à l'assaut des démocraties, Les Syrtes, Parigi (2002) v.
- La Turquie dans l'Europe: un cheval de Troie islamiste? (La Turchia nell'Europa, un cavallo di Troia islamista?), Editions des Syrtes, Parigi (2004), ISBN 2-84545-093-1
- Le Dilemme turc, ou les vrais enjeux de la candidature d'Ankara (Il dilemma turco), insieme ad Emmanuel Razavi, Editions des Syrtes, Parigi (2005), ISBN 2-84545-116-4
- Il totalitarismo islamista all'assalto delle democrazie, con prefazione di Gianni Baget Bozzo e postfazione di Oriana Fallaci con il titolo(Solinum editore), Alessandria, 2007.
- Perché la Turchia non può entrare nell'Unione europea, Guerini ed Associati, Milano, maggio 2009 (prefazione Roberto de Mattei).
- I Rossi Neri, Verdi: la convergenza degli Estremi opposti. Islamismo, comunismo, neonazismo[8], Lindau, settembre 2009, Torino (prefazione: Magdi Allam).
- Pourquoi on tue des chrétiens dans le monde aujourd'hui ? : La nouvelle christianophobie (Perché i cristiani sono ammazzati nel mondo oggi, La nuova cristianofobia), Éd. Maxima Laurent du Mesnil 2011 (prefazione Denis Tillinac).
- A islamizaçao d'Europa, A Civizaçao, Porto-Rio de Janeiro, Portugal-Brasil; 2011.
- Le complexe occidental : Petit traité de déculpabilisation (Il complesso occidentale, piccolo trattato di decolpevolizzazione), L'artilleur, Toucan Essais, 2014 (tradotto e pubblicato fra poco in Italia).
- Le Chaos Syrien, printemps arabes et minorités face à l'islamisme (scritto con Randa Kassis), Editions Dhow, 2014 (tradotto in italiano, vedi sotto, ISBN 979-1-09350-103-1.
- La révolution qui vient: démondialisation vs glocalisation, in Renaissance(s) – «Le plaisir d'entreprendre»,(libro coll), APM/Eyrolles, Parigi,2014.
- Les Vrais Ennemis de l'Occident: Du rejet de la Russie à l'islamisation des sociétés ouvertes (I veri nemici dell’Occidente), Edizioni L’Artilleur, Parigi (2016).
- Comprendre le Chaos syrien: Des révolutions arabes au jihad mondial(con Randa Kassis), Edizioni L’Artilleur, Parigi, 2016.
- Comprendere il caos siriano, dalle rivoluzioni arabe al jihad mondiale, D’Ettoris editore, Roma, 2017.
- La stratégie de l'intimidation, du terrorisme jihadiste à l'islamiquement correct, L'Artilleur, 2018 ISBN 978-2-8100-0822-3.
- Le Projet, la stratégie de conquête et d'infiltration des Frères musulmans en France et en Europe, L'Artilleur, 2019. ISBN 978-2810008667.
- Il complesso occidentale, piccolo trattato di decolpevolizzazione, Paesi, Roma (2019) ISBN 9788885939158.
- O compleixo ocidental, (trad), Leya editora, Lisbona, 2020.
- L'Islamisme à la conquête des entreprises, libro coll, Co-dir con Leslie Shaw, David Reinarc Editions, Parigi, 2021.
- La mondialisation dangereuse (con Jacques Soppelsa, ex-presidente della Sorbonne), vers le déclassement de l'Occident?, Edizioni L'Artilleur, Parigi, 2021.
- Des printemps arabes au jihad syrien, Actes de colloques IPAG-Université Nice Côte d'Azur, co dir con Eric Denécé, Ellipse, Paris, 2022.